# -zid
Das deutsche Suffix -zid (englisch und französisch -cide) bezeichnet zwei verschiedene Gruppen von Wörtern. In der einen Grundbedeutung steht es für eine Tötungshandlung, zum Teil in übertragener Bedeutung. In der anderen Bedeutung steht es für einen Stoff, der abtötend wirkt – mehrheitlich, aber nicht ausschließlich, handelt es sich hier um Schädlingsbekämpfungsmittel.
Das Suffix wird in lateinischen und pseudo-lateinischen Komposita verwendet, von denen die meisten Neologismen sind. Die vorderen Wortteile (Determinanten) entstammen überwiegend dem Griechischen und Lateinischen.
Nicht hierher gehören Antazid (von lateinisch acidus „sauer“ abzuleiten, Wortsinn „gegen Säure wirkend“) und die Stoffgruppe der Azide.

## Etymologie
Das Suffix leitet sich in beiden Bedeutungsgruppen von lateinisch caedere ab:
- Die erste Gruppe geht auf das lateinische Determinatum -cīdium zurück, das für „Tötung, Mord“ steht. Beispiele im Lateinischen sind homicidium „Mord, Totschlag (von Menschen)“  matricidium „Muttermord“, parricidium „Mord an nahen Verwandten“ und patricidium „Vatermord“.[1]
- Die zweite, verschiedene Stoffe umfassende Gruppe ist vom Partizip Präsens Aktiv caedēns des Verbs abzuleiten, das in Komposita zu -cīdēns wird[2] und die Bedeutung „abtötend“ oder „die Fähigkeit zum Abtöten besitzend“ besitzt.

## Wortliste

### Bedeutung „Tötung“
Eigentötung
- Suizid: Selbstmord, euphemistisch Freitod
- Homizid-Suizid: Erweiterter Suizid

Fremdtötung/Zerstörung durch Menschen
- Androzid: Tötung eines Mannes, Pendant zum Femizid
- Deizid: Gottesmord
- Demozid: Massentötung bestimmter Menschengruppen
- Domizid: systematische und großflächige Zerstörung von Wohnraum (ähnlich: Urbizid)
- Ethnozid: kultureller Völkermord
- Familizid: Tötung der gesamten eigenen Familie
- Femizid: Tötung einer Frau, spezieller Homizid
- Fetozid: Tötung eines Föten im Mutterleib
- Filizid: Tötung von Kindern ab einem Jahr
- Fratrizid: Brudermord
- Genderzid: Töten der Angehörigen eines biologischen Geschlechts
- Genozid: Völkermord
- Homizid: Tötung eines anderen Menschen
- Homizid-Suizid: Erweiterter Suizid
- Homozid: wie Homizid
- Infantizid: Kindstötung
- Intimizid: Tötung des Intimpartners
- Linguizid/Linguozid: Sprachenmord, figurativ
- Mentizid: Gehirnwäsche, wörtlich „Sinnestötung“
- Neonatizid: Tötung eines Neugeborenen
- Matrizid: Tötung der eigenen Mutter (wie Parrizid)
- Memorizid: aktive Erinnerungsauslöschung, etwa durch Zerstörung von Kulturerbe wie Denkmalen; von Erinnerungsverfälschung zu unterscheiden; siehe auch die vordergründig ähnliche, in der klassischen Antike angewandte damnatio memoriae
- Ökozid: Völkermord durch die ökologische Zerstörung seiner natürlichen Lebensgrundlagen
- Parrizid: Tötung der eigenen Eltern
- Patrizid: Tötung des eigenen Vaters (wie Parrizid)
- Regizid: Königsmord
- Senizid: Tötung alter Menschen
- Sororizid: Schwesternmord, Pendant zum Fratrizid
- Tyrannizid: Tyrannenmord
- Urbizid: systematische und großflächige Zerstörung von ziviler Infrastruktur (ähnlich: Domizid)
- Xenozid: Tötung einer außerirdischen Spezies

Fremdtötung durch Tiere
- Infantizid (Zoologie): Töten von Nachkommen der eigenen Art

### Bedeutung „abtötend“
Mehrheitlich Schädlingsbekämpfungsmittel.
- Akarizid: gegen Milben
- Algizid: gegen Algen
- Arborizid: gegen Gehölze
- Avizid: gegen Vögel
- Bakterizid: gegen Bakterien
- Biozid: gegen Lebewesen
- Endektozid: gegen Parasiten
- Fungizid: gegen Pilze
- Gametozid: gegen männliche Blüten (Staubbeutel, Pollen) in Ähren
- Graminizid: gegen Gräser
- Herbizid: gegen Pflanzen
- Insektizid: gegen Insekten
- Larvizid: gegen Larven von Insekten oder Milben
- Mikrobizid/Mikrobiozid: gegen Mikroben (Keime)
- Molluskizid: gegen Schnecken
- Nematizid: gegen Fadenwürmer (Nematoden)
- Ovizid: gegen (Insekten-)Eier
- Pedikulozid: gegen Menschenläuse
- Pestizid: gegen Schädlinge
- Piscizid: gegen Fische
- Rodentizid: gegen Nagetiere
- Spermizid: Spermien abtötend
- Sporizid: gegen Sporen
- Vermizid: gegen Würmer
- Virizid/Viruzid: gegen Viren
- zytozid: zelltötend

## Belege
1. ↑  Stichworte in: Karl Ernst Georges: Ausführliches lateinisch-deutsches Handwörterbuch. 8., verbesserte und vermehrte  Auflage. Hahnsche Buchhandlung, Hannover (Band 1: 1913, Band 2: 1918; Digitalisate: homicidium – matricidium – parricidium – patricidium).
2. ↑  Beispielsweise geht „dezidiert“ auf das lateinische dēcīdere zurück, vergleiche Stichwort dezidiert in Wolfgang Pfeifer et al.: Etymologisches Wörterbuch des Deutschen. Digitalisierte und von Wolfgang Pfeifer überarbeitete Version im Digitalen Wörterbuch der deutschen Sprache. 1993 (dezidiert). Zum lateinischen Wort siehe Karl Ernst Georges: decido [1]. In: Ausführliches lateinisch-deutsches Handwörterbuch. 8., verbesserte und vermehrte Auflage. Band 1. Hahnsche Buchhandlung, Hannover 1913, Sp. 1913–1914 (Digitalisat. zeno.org – die lexikalische Grundform ist nicht der Infinitiv).